# Masakr v Račaku
Masakr v Račaku (albánsky Masakra e Reçakut) nebo operace Račak (srbsky Акција Рачак/Akcija Račak) je událost, ke které došlo 15. ledna 1999 v kosovské vesnici Račak (albánsky Reçak). Srbské policejní jednotky provedly ve vesnici bojovou operaci. Následujícího dne zde byla nalezena těla 45 lidí v civilních šatech. Kosovští Albánci obvinili Srby z masakru civilistů. Srbové toto nařčení odmítli a uvedli, že se jedná o převlečené padlé kosovské bojovníky. Šéf mezinárodní pozorovatelské mise OBSE americký diplomat William Walker albánskou verzi podpořil a veřejně obvinil Srby z masakru civilistů.[chybí lepší zdroj] Událost podstatným způsobem přispěla k rozhodnutí (jako casus belli) Severoatlantické aliance (NATO) pro operaci Spojenecká síla, bombardování srbských cílů, jehož cílem mělo být rychlé ukončení války. Očekávalo se opakování situace z bosenské války, kdy operace Rozhodná síla vedla k uzavření mírové Daytonské dohody.
Události v Račaku nebyly dostatečně vyšetřeny a důkazy pro obě dvě proti sobě stojící verze jsou sporné. Verzi Albánců a představitelů NATO o zmasakrování civilistů podporují svědectví místních obyvatel. Podle Srbů šlo o padlé bojovníky Kosovské osvobozenecké armády, kteří byli posmrtně oblečeni do civilních šatů a sneseni na jedno místo, aby byl vyvolán dojem hromadné popravy. Předním srbským argumentem je střelný prach na rukou většiny údajných obětí. Názor, že s mrtvolami bylo manipulováno, vyslovili i dva francouzští novináři Renaud Girard a Christophe Chetelot. Podle jejich pozorování bylo u mrtvých těl jen málo vystřílených nábojnic a málo krve. Zároveň upozornili na to, že Srbové bojovou akci oznámili pozorovatelské misi i novinářům předem a pozvali je pro roli pozorovatelů. Těla byla ve své poloze nalezena druhého dne, kdy je takto ukazovali zahraničním pozorovatelům velitelé Kosovské osvobozenecké armády.
Soudní cestou před mezinárodním soudním tribunálem v Haagu nepodařilo najít viníky tohoto údajného zločinu. Pouze roku 2001 byl v Prištině kvůli Račaku odsouzen srbský policista Zoran Stojanović za zabití jednoho člověka a zranění dvou dalších. OSN a Amnesty International označily rozsudek za nezákonný. Soudní proces provázel velký politický tlak, žalobce hrozil, že nebude-li obžalovaný odsouzen, vezme lid spravedlnost do svých rukou. Stojanovićova žena (etnická Albánka) a jeho děti byly vystaveni vyhrožování.